# Xã Clover, Quận Jefferson, Pennsylvania
Xã Clover (tiếng Anh: Clover Township) là một xã thuộc quận Jefferson, tiểu bang Pennsylvania, Hoa Kỳ. Năm 2010, dân số của xã này là 448 người.